# 瑪格麗特·羅曼斯
瑪格麗特·羅曼斯（1912年3月16日—），是一個出生在俄羅斯的加拿大的超級人瑞，她的年齡已經通過GRG驗證，她目前是在世的第16名的超級人瑞，2025年1月3日，黑茲爾·斯庫斯去世，她成為加拿大的在世最年長者。

## 生平
瑪格麗特·羅曼斯於1912年3月16日出生於里加，當時里加屬於俄羅斯的一部分。她接受過陶瓷藝術家的訓練。。
瑪格麗特·羅曼斯還記得在第二次世界大戰開始時的轟炸。1941年，由於戰爭和佔領，她與海因里希·羅曼斯結婚，但是婚禮十分簡樸，這對夫婦沒有孩子。
2024年，瑪格麗特已經112歲了，但她仍然可以在攙扶下行走，並了解時事。
截至2024年，她居住在加拿大魁北克省蒙特婁的聖熱內維耶芙。

## 長壽紀錄
- 2022年3月16日，瑪格麗特·羅曼斯成為超級人瑞。